# 花荵科
花荵科也叫翠梅科，包括18-25属约270-400种，分布于北半球和部分南美洲，绝大部分都是美洲的原生种，只有一属—花荵属生长在欧洲，两属—花荵属和天蓝绣球属生长在亚洲。中国只有6种，包括引种的电灯花属，主要生长在北方。
本科植物为一年生或多年生草本，也有灌木，依靠叶卷须攀爬，主要生长在凉爽的气候条件下，叶互生或对生，全缘，单叶分裂或羽状复叶，无托叶；花小，两性，两侧对称，颜色鲜艳，形成聚伞花序，花瓣5，花冠合瓣；果实为蒴果，种子有棱、有锐角或有翅。
本科植物包括多种观赏花卉，其中坎涂花（Cantua buxifolia）是秘鲁和玻利维亚的国花。
1981年的克朗奎斯特分类法将其列入茄目，1998年根据基因亲缘关系分类的APG 分类法将其列入杜鹃花目。

## 属列表
本科包括以下属：
- 柏麻木属 Acanthogilia
- 狼丽草属 Aliciella
- 臭莉草属 Allophyllum
- 牛堇花属 Bonplandia
- 莎莉草属 Bryantiella
- 魔力花属（坎涂屬） Cantua
- 电灯花属 Cobaea
- 山号草属 Collomia
- 沟罗花属Dayia
- 绵星花属 Eriastrum
- 吉莉草属 Gilia
- 地花簪属 Gymnosteris
- 红杉花属 Ipomopsis
- 针罗花属 Langloisia
- 藏娇草属 Lathrocasis
- 福禄麻属 Leptosiphon
- 车叶麻属 Linanthus
- 堇罗花属 Loeselia
- 罗纹花属 Loeseliastrum
- 斑莉草属 Maculigilia
- 小杉花属 Microgilia
- 细福禄考属 Microsteris
- 针插草属 Navarretia
- 天蓝绣球属 Phlox
- 花荵属 Polemonium
- 林莉草属 Saltugilia